# Qatar ExxonMobil Open 2020
Il Qatar ExxonMobil Open 2020 è stato un torneo di tennis giocato sul cemento. È stata la 28ª edizione del Qatar ExxonMobil Open, facente parte dell'ATP Tour 250 nell'ambito dell'ATP Tour 2020. Si è giocato nell'impianto Khalifa International Tennis Complex a Doha, in Qatar, dal 6 all'11 gennaio 2020.

## Partecipanti

### Teste di serie
| Nazionalità | Giocatore          | Ranking* | Testa di serie |
| ----------- | ------------------ | -------- | -------------- |
| Svizzera    | Stan Wawrinka      | 16       | 1              |
| Russia      | Andrej Rublëv      | 23       | 2              |
| Francia     | Jo-Wilfried Tsonga | 29       | 3              |
| Canada      | Milos Raonic       | 31       | 4              |
| Serbia      | Laslo Đere         | 38       | 5              |
| Serbia      | Filip Krajinović   | 40       | 6              |
| Francia     | Adrian Mannarino   | 43       | 7              |
| Stati Uniti | Frances Tiafoe     | 47       | 8              |

* Ranking al 30 dicembre 2019.

### Altri partecipanti
I seguenti giocatori hanno ricevuto una wild card per il tabellone principale:
- Marco Cecchinato
- Malek Jaziri
- Cem İlkel

I seguenti giocatori sono passati dalle qualificazioni:

- Grégoire Barrère
- Márton Fucsovics
- Corentin Moutet
- Mikael Ymer

### Ritiri
Prima del torneo
- Aleksandr Dolhopolov → sostituito da  Tennys Sandgren
- Richard Gasquet → sostituito da  Kyle Edmund

## Partecipanti al doppio

### Teste di serie
| Nazione   | Giocatore      | Nazione     | Giocatore      | Ranking* | Testa di serie |
| --------- | -------------- | ----------- | -------------- | -------- | -------------- |
| Croazia   | Mate Pavić     | Brasile     | Bruno Soares   | 39       | 1              |
| Finlandia | Henri Kontinen | Croazia     | Franko Škugor  | 52       | 2              |
| India     | Rohan Bopanna  | Paesi Bassi | Wesley Koolhof | 52       | 3              |
| Francia   | Jérémy Chardy  | Francia     | Fabrice Martin | 59       | 4              |

* Ranking aggiornato al 30 dicembre 2019.

### Altri partecipanti
Le seguenti coppie hanno ricevuto una wildcard per il tabellone principale:
- Márton Fucsovics /  Fernando Verdasco
- Malek Jaziri /  Rashed Nawaf

## Campioni

### Singolare
Andrej Rublëv ha battuto in finale  Corentin Moutet con il punteggio di 6–2, 7–6(3).
- È il terzo titolo il carriera per Rublëv, il primo della stagione.

### Doppio
Rohan Bopanna e  Wesley Koolhof hanno battuto in finale  Santiago González e  Luke Bambridge con il punteggio di 3–6, 6–2, [10–6].